# Arnald Cataneo
Arnald Cataneo (ur. ok. 1185 w Padwie, zm. 10 lutego 1255 pod Wenecją) – święty Kościoła katolickiego, opat.
Pochodził ze szlacheckiej rodziny włoskich hrabiów zamieszkujących Limenę. Wstąpił do zakonu benedyktynów w Padwie i został wybrany jego przełożonym. Zaangażowanie w konflikt  gibelinów z gwelfami było przyczyną jego ucieczki do Ferrary. Mimo pojednanie Arnalda z cesarzem Fryderykiem II, po ekskomunice jaką cesarz został obłożony w Lyonie, w 1245 roku został uwięziony przez Ezzelina.
Relikwie świętego przeniesiono z klasztoru franciszkanów pod Wenecją gdzie zmarł, do padewskiego opactwa, który stał się szczególnym miejscem jego kultu.
Wspominany jest w dzienną rocznicę śmierci.
Imię Arnald jest oboczną formą imienia Arnold.